# My Little Pony - Equestria Girls (film)
My Little Pony - Equestria Girls è un film del 2013 diretto da Jayson Thiessen.
Lungometraggio animato musicale scritto da Meghan McCarthy e prodotto da Hasbro Studios, è stato proiettato in un numero limitato di cinema negli Stati Uniti e nel Canada il 16 giugno 2013 e pubblicato sotto forma di DVD nel tardo 2013, per poi essere mandato in onda sul canale di Hasbro Hub Network.
La linea di prodotti Hasbro Equestria Girls costituisce uno spin-off della serie animata My Little Pony - L'amicizia è magica, in cui i personaggi, normalmente pony, vengono re-immaginati sotto forma di ragazzine umane in un'ambientazione da high school. La trama del film, che si colloca dopo gli eventi della terza stagione della serie, vede la protagonista Twilight Sparkle entrare nel mondo degli umani per recuperare la corona magica che le è stata rubata da Sunset Shimmer. Mentre sta imparando a comportarsi da umana, Twilight diventa amica delle controparti umane dei suoi amici pony, e grazie al loro aiuto riesce a fermare Sunset e riprendersi la corona.
La distribuzione del film è abbinata all'espansione della linea di giocattoli My Little Pony per includere versioni umane adolescenti delle protagoniste. Oltre al presente film, la produzione animata legata al franchise Equestria Girls conta una serie di sequel e di episodi speciali.
Un sequel del film intitolato My Little Pony - Equestria Girls - Rainbow Rocks è stato proiettato nei cinema statunitensi e canadesi a partire dal 27 settembre 2014.

## Trama
In seguito agli eventi di Magical Mystery Cure, Twilight Sparkle, ancora in ansia per la sua recente incoronazione a principessa (e avendo ancora qualche problema ad abituarsi alle sue nuove ali), è in viaggio verso l'Impero di cristallo assieme al draghetto Spike e alle amiche di Ponyville per un vertice con le altre principesse Celestia, Luna e Cadance. Quella notte, Sunset Shimmer, un'ex-studentessa di Princess Celestia in preda al rancore, compare attraversando uno specchio magico
e deruba Twilight della sua corona, uno degli Elementi dell'armonia. Durante il tafferuglio che ne segue, la corona finisce scaraventata oltre lo specchio, seguita subito da Sunset. Princess Celestia informa Twilight e le sue amiche che quello specchio conduce a un altro mondo, e che Twilight deve attraversarlo da sola per recuperare la corona prima che il portale si chiuda di nuovo per trenta lune, o gli Elementi dell'armonia non saranno più in grado di proteggere Equestria. Twilight attraversa quindi il portale. Le sue amiche vorrebbero andare con lei, ma Princess Celestia vieta loro di farlo per non compromettere eccessivamente l'equilibrio di quel mondo; ciononostante, Spike vi salta dentro di sua iniziativa subito dopo Twilight.
Dall'altra parte, Twilight e Spike si ritrovano nel mondo parallelo, di fronte a un grande edificio scolastico, trasformati rispettivamente in una ragazzina umana e in un cane. Twilight fa del suo meglio per abituarsi al nuovo corpo e al nuovo ambiente, ma riconosce tra gli altri studenti alcune ragazze che assomigliano moltissimo alle sue amiche di Ponyville, e che hanno il loro stesso nome: Applejack, Fluttershy, Pinkie Pie, Rainbow Dash e Rarity. Diventa rapidamente loro amica, aiutandole a superare le animosità che Sunset Shimmer aveva creato tra di loro nel corso degli anni prima dell'arrivo di Twilight. Nel frattempo, Twilight scopre che Fluttershy aveva trovato la corona e l'aveva consegnata alla preside della scuola, una versione umana di Celestia, con grande disappunto di Sunset, che vuole impadronirsene per servirsi delle sue doti magiche.
Dopo aver scoperto che la corona sarà data in premio alla vincitrice del titolo di Principessa del ballo autunnale (Princess of the Fall Formal), che Sunset ha sempre ottenuto per mancanza di competizione negli ultimi tre anni, incutendo terrore all'intero corpo studentesco, Twilight decide di sfidare Sunset per il titolo. Aiutata da altri due studenti, versioni umane di Snips e Snails, l'infida Sunset prova a sabotare la campagna di Twilight diramando video umilianti di Twilight intenta a comportamenti da pony, e in seguito incastrandola con l'accusa di aver devastato le decorazioni della palestra allestita per il ballo. Tuttavia, le nuove amiche di Twilight, nonché l'ex-ragazzo di Sunset Flash Sentry (per il quale Twilight sembra prendersi una cotta), la aiutano a contrastare i crudeli piani di Sunset e ad accrescere la popolarità di Twilight tra gli studenti, e allo stesso tempo a sanare le divisioni tra i vari gruppi sociali all'interno della scuola causate da Sunset. Su consiglio di Spike, Twilight arriva a confidare alle cinque amiche la propria vera natura e provenienza, venendo comunque accettata da loro.
Al ballo, a Twilight viene conferito il titolo di Principessa del ballo e consegnata la corona, che viene però rubata per l'ennesima volta da Sunset. Dopo aver indossato la corona, Sunset si trasforma in una terribile creatura demoniaca e usa i suoi nuovi poteri per ipnotizzare gran parte degli studenti e tramutarli nel proprio esercito con cui invadere Equestria. Twilight, però, riesce a evocare i poteri magici degli Elementi grazie alla propria amicizia con le altre, conferendo loro temporanee caratteristiche da pony e facendo tornare alla normalità Sunset e il resto degli studenti. Sunset si pente delle proprie azioni, e Twilight chiede alle amiche di diventare le nuove amiche di Sunset per insegnarle il valore dell'amicizia. Dopo il ballo e i saluti, Twilight e Spike ritornano a Equestria con la corona, trasformandosi nuovamente nelle loro forme originali. Accolta dalle amiche festose, Twilight si dichiara sollevata di essere tornata nel proprio corpo originale, e più sicura di sé riguardo ai suoi nuovi compiti regali.

## Personaggi
- Tara Strong: Twilight Sparkle
- Ashleigh Ball: Applejack e Rainbow Dash
- Andrea Libman: Pinkie Pie e Fluttershy
- Tabitha St. Germain: Rarity e Vicepreside/Princess Luna
- Cathy Weseluck: Spike
- Rebecca Shoichet: Sunset Shimmer
- Lee Tockar: Snips
- Richard Ian Cox: Snails
- Nicole Oliver: Preside/Princess Celestia e Miss Cheerilee
- Vincent Tong: Flash Sentry
- Britt McKillip: Princess Cadance

Altri doppiatori non presenti nei titoli di coda comprendono Peter New come controparte umana di Big McIntosh; Michelle Creber, Madelaine Peters e Claire Corlett come controparti umane delle Cutie Mark Crusaders Apple Bloom, Scootaloo e Sweetie Belle, rispettivamente; Kathleen Barr come la controparte umana di Trixie; e Tabitha St. Germain come controparte umana della Sig.ra Cake.
Shoichet, Shannon Chan-Kent e Kazumi Evans forniscono inoltre la voce cantata di Twilight Sparkle, Pinkie Pie e Rarity, rispettivamente. 
Il film contiene anche personaggi non parlanti resi popolari dal fandom di My Little Pony - L'amicizia è magica, tra cui Derpy Hooves e DJ Pon-3.

## Produzione
Prima dell'annuncio del film, Hasbro aveva adoperato il termine Equestria Girls come parte di una canzone-parodia, basata su California Gurls di Katy Perry, usata per pubblicizzare la serie animata sul canale The Hub nel corso del 2011. Benché i fan abbiano registrato il sito web "equestriagirls.com", esso è stato in seguito chiuso e il suo possesso è passato a Hasbro.
Le prime speculazioni sul film conseguirono alla scoperta che Hasbro aveva reso Equestria Girls un marchio registrato, verso la fine del 2012. Il film fu rivelato nella rivista Kidscreen pubblicata alla American International Toy Fair del febbraio 2013. Il vicepresidente anziano per la distribuzione internazionale e lo sviluppo di Hasbro, Finn Arnesen, ha definito My Little Pony un marchio di «massima priorità» per la compagnia; il film è stato descritto come «una nuova serie affiliata» che avrebbe «[mandato] gli eroi pony in missione in un nuovo mondo in cui avrebbero assunto forma umana». Il film è stato annunciato formalmente sul New York Times nel maggio 2013. Per serbare la continuità della serie, Hasbro ha ingaggiato lo stesso staff di scrittori della serie, tra cui l'attuale story editor Meghan McCarthy, che ha definito la storia «un'estensione della nostra mitologia».
Il film fa parte del trentesimo anniversario del marchio My Little Pony. McCarthy ha dichiarato che con l'ambientazione di Equestria Girls «potremmo esplorare aspetti diversi delle relazioni che nel mondo dei pony non funzionano effettivamente come quando ti trovi in un'ambientazione scolastica», rendendo così l'opera più interessante per le ragazze più grandi, che frequentano le scuole medie o superiori.
Le musiche del film sono state adattate in conformità con il tema; il compositore Will Anderson ha dichiarato che la maggior parte della musica di sottofondo rimane consistente con quella della serie, anche se «con elementi di thrash rock di tanto in tanto», mentre Daniel Ingram, compositore delle canzoni, ha ritenuto che lo stile usato per le canzoni della serie animata avrebbe stonato in questo film, e s'è servito di «un sacco di batteria, chitarre, beat contemporanei [e] linee vocali pop molto ricche» per le canzoni del film.
Assieme al film, Hasbro pianifica di produrre merchandise a esso correlato tra cui giocattoli, abbigliamento, fumetti e accessori. Il capo del settore marketing, John A. Frascotti, ha definito il film e il merchandise associato una «grande iniziativa strategica» per la compagnia.
I giocattoli basati sui personaggi umani sono stati sviluppati puntando a un pubblico femminile adolescente per estendere il marchio My Little Pony.
Inoltre, Hasbro rinnoverà i propri contratti di licenza con la casa editrice Little, Brown and Company e la casa editrice di fumetti IDW Publishing allo scopo di produrre materiale basato sul film. Una storia breve sulle origini di Sunset Shimmer è stata pubblicata a luglio 2013 nella variante San Diego Comic Con del fumetto IDW My Little Pony: Friendship Is Magic 2013, e successivamente a ottobre 2013 in un numero a parte assieme ad altre storie.
Nel redigere lo script del lungometraggio, Meghan McCarthy s'è rifatta all'episodio pilota della serie televisiva, in cui Twilight è inviata a Ponyville per la prima volta ed esortata a farsi nuove amiche. Meghan intendeva fare lo stesso con il film, in questo caso mandando Twilight in un nuovo mondo e facendole stringere nuove amicizie per poter compiere la propria missione.

## Distribuzione
My Little Pony - Equestria Girls è stato proiettato in anteprima al Los Angeles Film Festival il 15 giugno 2013 come parte del suo Family Day. All'evento ha partecipato gran parte dello staff creativo e dei doppiatori del film. È stato in seguito distribuito tramite Screenvision in circa 200 cinema sparsi per tutti gli Stati Uniti e il Canada a partire dal 16 giugno 2013. A causa del numero inaspettatamente elevato di spettatori nelle settimane iniziali, Screenvision ha aggiunto ulteriori proiezioni per rispondere all'interesse.

### Edizione italiana

#### Doppiaggio
- Emanuela Pacotto: Twilight Sparkle
- Benedetta Ponticelli: Applejack e Fluttershy
- Federica Valenti: Rainbow Dash
- Donatella Fanfani: Pinkie Pie
- Camilla Gallo: Rarity
- Deborah Morese: Vicepreside/Princess Luna
- Tania De Domenico: Spike
- Marcella Silvestri: Sunset Shimmer
- Riccardo Peroni: Snips
- Luca Bottale: Snails
- Elda Olivieri: Preside/Princess Celestia
- Jasmine Laurenti: Miss Cheerilee
- Marco Benedetti: Flash Sentry
- Marisa Della Pasqua: Princess Cadance
- Mario Scarabelli: Big McIntosh
- Lorella De Luca: Apple Bloom e Sig.ra Cake
- Martina Felli: Scootaloo
- Sabrina Bonfitto: Sweetie Belle
- Marisa Della Pasqua: Trixie

### Edizioni home video
Il film è stato distribuito da Shout! Factory in versione DVD e Blu-ray nella Regione 1 a partire dal 6 agosto 2013. La distribuzione in Blu-ray comprende un documentario "dietro le quinte" sulla produzione del film, una versione karaoke delle canzoni, un gioco ponify yourself (lett. "ponìficati") e un poster stampabile del film.
Il film è andato in onda su Hub Network, il canale via cavo di Hasbro, il primo settembre 2013. Shout Factory ha firmato un contratto con Hasbro per distribuire il film a livello internazionale dopo la sua proiezione cinematografica.
Il DVD è stato distribuito nella regione 4 tramite Madman Entertainment a partire dal 4 settembre 2013. Il DVD e Blu-ray della regione 2 è stato pubblicizzato per una distribuzione da parte del distributore britannico Clear Vision nell'aprile 2014, ma il distributore aveva nel frattempo maturato un'insolvenza. Ciononostante, Clear Vision è riuscita a distribuire un DVD di regione 2 per la Francia e l'Italia tra marzo e aprile 2014. La versione britannica del DVD e Blu-ray è stata successivamente pubblicata il 28 luglio 2014.

### Distribuzione internazionale
Il film avrebbe dovuto debuttare sul canale televisivo malese NTV7 il 28 luglio 2013, ma è stato rimosso dalla programmazione. La sua trasposizione in tedesco è andata in onda in Germania il 3 agosto 2013 sul canale Nickelodeon. Il film è stato distribuito nei cinema australiani a partire dal 24 agosto 2013, e in America Latina a partire dal 5 settembre 2013.
In Italia, il film è stato trasmesso in prima TV su Cartoonito il 22 settembre 2013, e proiettato nelle sale cinematografiche a partire dal 6 ottobre 2013.

## Accoglienza

### Vendite
A seguito della distribuzione home video, Shout Factory ha riferito che sono state ordinate al dettaglio oltre 100 000 copie del film, rendendola la distribuzione di maggior successo della storia della compagnia. Hasbro ha di conseguenza commissionato a Shout Factory di proseguire la distribuzione di altri titoli My Little Pony delle scorse generazioni, come My Little Pony - La passeggiata della principessa (The Princess Promenade), e serie più recenti di Transformers.

### Audience televisiva
My Little Pony - Equestria Girls è andato in onda su Hub Network il 1º settembre 2013. Il film ha guadagnato una crescita di audience nei settori Bambini 2-11 (+206%), Bambine 2-11 (+505%), Bambini 6-11 (+591%), Bambine 6-11 (+1056%), Adulti 18-49 (+463%), Donne 18-49 (+460%), Adulti 25-54 (+500%), Donne 25-54 (+558%), Persone 2+ (+289%), e Famiglie (+279%). Nel Regno Unito, 93 000 spettatori hanno seguito la prima TV sul canale Pop, rendendola la trasmissione più seguita della settimana 18–24.

### Critica
My Little Pony - Equestria Girls ha ricevuto reazioni perlopiù contrastanti dalla critica. Prima dell'uscita del film, diverse madri intervistate dal New York Daily News avevano espresso preoccupazione circa i personaggi umanizzati, definendo le ragazze «troppo sexy», «anoressiche», «un ritorno alla Barbie originale» o «simili a Bratz», e molte avevano riguardi a esporre i propri figli a personaggi con questo aspetto. Altre hanno invece considerato il design ragionevolmente in linea con altri film come La sirenetta: una delle madri, ad esempio, ha dichiarato di non ritenere il design «in alcun modo peggiore di Ariel in un top di bikini per due ore». Amanda Marcotte di Slate ha commentato che la trasformazione dei personaggi in umani aveva lo scopo di rendere il film popolare agli occhi della base di fan adulti dello show, i quali, stando alle sue dichiarazioni, «hanno espresso un forte interesse nel vedere i pony in forme sexy e umanizzate».
Ciononostante, molti di questi appassionati adulti hanno espresso disappunto a seguito dell'annuncio del film e dei personaggi, ritenendo che i creatori del film stessero cercando di assecondare il pubblico adulto secondo una strategia che andava «contro tutto ciò che i pony stavano cercando di dimostrare».
Daniel Alvarez del sito Unleash the Fanboy ha dato al film 4/5 stelle, affermando che Equestria Girls è un «film di grande intrattenimento», benché alcuni elementi, come il breve accenno di romanticismo o il destino finale di Sunset, siano più deboli di altre parti del film. Luca Thompson di Topless Robot è stato più critico verso il film, dichiarando da profano che «qualunque tipo di concetto intelligente lo show possa avere [...] il film non l'ha sfruttato un granché», e ha definito l'animazione inferiore alla media per essere l'adattamento cinematografico di una serie televisiva. Iowa State Daily ha descritto il film come «probabilmente creato solo per vendere bambole e pupazzetti», pur trasmettendo «un grande messaggio per i bambini».
Gwen Ihnat di The A.V. Club ha dato al film una B- e ha commentato che esso «supera la maggior parte degli episodi a due parti [dello show] soltanto di qualche canzone e una spettacolare battaglia di demoni», mentre per il resto fa uso di idee stereotipate prese in prestito sia dalla serie animata sia da altri film per adolescenti di ambientazione high school.
Sherilyn Connelly di SF Weekly, benché le sia piaciuto il film, ha affermato che è troppo simile agli episodi pilota della serie animata per il fatto che i personaggi hanno bisogno di essere ripresentati agli spettatori, e che il «vero elemento di separazione» è l'evidente riduzione di età, da giovani adulte nella serie animata a adolescenti nel film.
Ed Liu di Toon Zone ha commentato che il film «si affida un po' troppo sul familiare e sul convenzionale», risultando privo dell'iniezione di «carattere idiosincratico» in trame altrimenti prevedibili, tipica della serie animata, ma per il resto ha lodato i doppiatori, la musica e alcune delle scene animate del film.

## Sequel
Nel febbraio 2014 è stato annunciato un sequel intitolato My Little Pony - Equestria Girls - Rainbow Rocks, la cui distribuzione cinematografica è avvenuta a partire dal 27 settembre del 2014. Il sequel vede Twilight Sparkle fare ritorno alla Canterlot High per aiutare le sue amiche umane e Sunset Shimmer a sventare la minaccia delle Dazzlings, un trio di ragazze che puntano ad assorbire la magia di Equestria che si trova nelle protagoniste grazie al potere del proprio canto, in grado di seminare zizzania, e ai propri medaglioni, che assorbono le emozioni negative e le convertono in potere magico.